# Quartier Saint-Epvre
Pour les articles homonymes, voir Epvre.
Saint-Epvre est un quartier de la ville de Nancy, dans le département de Meurthe-et-Moselle en région Grand Est.

## Histoire
Au cours du XVIIIe siècle, de nombreux édifices ont vu leurs destructions, différents hôtels particuliers de style Renaissance et de nombreuses constructions se sont bâtis dans le même siècle.
Il fut construit dans l'état que l'on connaît à peu près actuellement de la fin du XVe siècle au milieu du XVIe siècle.
Le quartier intègre les sites inscrits suivants, qui ont fait l'objet de protection datant de 1947 : 
- place Joseph-Malval
- place du Colonel-Fabien et rue des Dames
- carrefour des rues de la Source, de la Charité et du Cheval-Blanc
- Grande-Rue

Le quartier Saint-Epvre est inscrit par arrêté du 20 mars 1972 au titre des sites classés avec une superficie de 22 ha.